# Don Hay
Donald Hay (Kanada, Brit Columbia, Kamloops, 1954. február 13. –) profi jégkorongozó, U18-as jégkorong-világbajnokság, U20-as jégkorong-világbajnokság, és Memorial-kupa-győztes edző.

## Játékos pályafutás
Komolyabb junior karrierjét a British Columbia Junior Hockey League-es Kamloops Rocketsben kezdte 1971-ben. A következő évben felkerült a Western Canadian Hockey League-be, a Calgary Centennialsba. 1973 végétől egy évre a szintén WCHL-es New Westminster Bruinsban játszott. Az 1974-es NHL-amatőr drafton a Minnesota North Stars választotta ki a 12. kör 193. helyén. Az 1974-es WHA-amatőr drafton is kiválasztotta őt a Houston Aeros 16. kör 201. helyén. Sem a National Hockey League-ben, sem a World Hockey Associationban nem játszott soha. Felnőtt pályafutását az International Hockey League-es Columbus Owlsban kezdte. Majd a következő szezonban elcserélték a Flint Generalsba és innen vonult vissza a szezon végén.

## Edzői pályafutás
1978-ban került a WHL-es Regina Patshez mint játékos megfigyelő. 1980-ig volt ebben a pozícióban. 1986-ban a WHL-es Kamloops Blazers másodedzője lett 1992-ig. Ez idő alatt kétszer lettek a WHL bajnokai (President’s kupa) és egyszer elhódították a Memorial-kupát. 1993-ban átvette a csapat irányítását és 1994-ben és 1995-ben WHL-bajnokok és Memorial-kupa-győztesek lettek. Az 1995-ös U20-as jégkorong-világbajnokságon a kanadai válogatottal aranyérmes lett. Ezután állást kapott a National Hockey League-ben, mint másodedző, a Calgary Flamesnél. Egy év után a Phoenix Coyotes edzője lett. A következő évben ismét másodedzőként dolgozott a Mighty Ducks of Anaheimnél. 1998 és 2000 között visszatért a WHL-be a Tri-City Americanshez edzőnek. 2000 végén ismét esélyt kapott az NHL-ben a Calgary Flamesnél de szezon közben elküldték a csapat gyenge teljesítménye miatt. 2001 és 2003 között az American Hockey League-es Utah Grizzlies edzője volt. 2004 óta ismét a WHL-ben edző. Ekkor a Vancouver Giants kezdte alkalmazni. 2006-ban WHL-bajnokok lettek és 2007-ben Memorial-kupa-győztesek. Egészen 2014-ig volt a csapat edzője. Közben a 2012-es U20-as jégkorong-világbajnokságon a kanadai válogatottal bronzérmes lett valamint a 2013-as IIHF U18-as jégkorong-világbajnokságon a kanadai válogatottal aranyérmet nyert. 2014 óta a Kamloops Blazers edzője.